# 羅密歐維爾 (伊利諾伊州)
羅密歐維爾（英語：Romeoville）是位於美國伊利諾伊州威爾縣的一個村落。

## 地理
羅密歐維爾的座標為41°37′30″N 88°05′45″W / 41.62500°N 88.09583°W，而該地最高點為海拔高度192米（即630英尺）。

## 人口
根據2010年美國人口普查的數據，羅密歐維爾的面積為48.60平方千米，當中陸地面積為47.80平方千米，而水域面積為0.80平方千米。當地共有人口39680人，而人口密度為每平方千米816人。